# We Can’t Be Friends (Wait for Your Love)
We Can’t Be Friends (Wait for Your Love) ist ein Lied der US-amerikanischen Sängerin Ariana Grande aus dem Jahr 2024.

## Hintergrund und Veröffentlichung
Die Titelliste für Eternal Sunshine wurde nicht komplett auf einmal enthüllt, sondern teilweise an verschiedenen Tagen, bis sie vollständig bekanntgegeben wurde. Grande gab am 7. Februar 2024 drei Titel bekannt, darunter We Can’t Be Friends (Wait for Your Love) als zehnter Titel dieses Albums.
Das Lied wurde von der Sängerin selbst getextet, komponiert und produziert, jeweils mit der Unterstützung von Max Martin und Ilya Salmanzadeh. Die Erstveröffentlichung von We Can’t Be Friends (Wait for Your Love) erfolgte am 8. März 2024 bei Republic Records. Es erschien dabei zeitgleich als Single sowie als Teil von Grandes siebten Studioalbums Eternal Sunshine als zweite Singleauskopplung nach Yes, And?. Die Single erschien als Digital Bundle zum Download und Streaming und beinhaltet vier weitere Versionen des Liedes als B-Seiten. Die alternativen Versionen des Liedes erschienen kurz darauf auch als digitale Einzeltracks. Am 24. Mai 2024 erschien die Single auch als 7″-Single sowie als CD und Kassette.

## Musikvideo
Ein begleitendes Musikvideo zu We Can’t Be Friends (Wait for Your Love) wurde von Christian Breslauer gedreht und gleichzeitig mit der Single auf YouTube veröffentlicht. Das Konzept für das Video wurde von der Handlung des Films Vergiss mein nicht! aus dem Jahr 2004 inspiriert und zeigt Grande, wie sie sich einer Gedächtnislöschung unterzieht, um ihren Ex-Freund zu vergessen, der von dem amerikanischen Schauspieler Evan Peters dargestellt wird.

## Rezensionen
Laura Snapes von The Guardian schrieb, der Song erinnere an „Call Your Girlfriend“ von Robyns „ruckelnde Synthies und Chiptune-Schnörkel“ mit einem abschließenden „schrillen Retro-Effekt“.
Erica Gonzales und Samuel Maude vom Elle-Magazin erklärten, dass der Song „große Robyn-Vibes“, große „Dancing-On-My-Own-Vibes“ von sich gebe und nannten ihn einen Coming-of-Age-Popsong.
Kyle Denis von Billboard beschrieb den Song als „ein tanzflächenerschütterndes Amalgam aus schwindelerregenden Streichern und aggressiven Synthies“, in dem Grande über „die Verwischung der Grenzen zwischen Freundschaft, Romantik und dem schmerzenden Grau dazwischen“ singt, und wies darauf hin, dass „ein Höhepunkt fehlt, um wirklich die Katharsis zu erreichen, auf die das drängende Instrumental hinsteuert“.

## Kommerzieller Erfolg

### Chartplatzierungen
In den Vereinigten Staaten debütierte We Can’t Be Friends (Wait for Your Love) auf Platz eins der Billboard Hot 100 am 23. März 2024. Es avancierte zu Grandes siebten direkten Nummer-eins-Hit in den Staaten, womit sie Taylor Swift als Künstlerin mit den meisten Nummer-eins-Debüts überholte. Sie ist damit die Künstlerin mit den zweitmeisten Nummer-eins-Debüts in der Geschichte, nur noch hinter Drake mit neun. Darüber hinaus erreichte das Lied auch die Chartspitze in Neuseeland.
| ChartsChartplatzierungen       | Höchstplatzierung | Wochen |
| ------------------------------ | ----------------- | ------ |
| Deutschland (GfK)              | 22 (13 Wo.)       | 13     |
| Österreich (Ö3)                | 12 (11 Wo.)       | 11     |
| Schweiz (IFPI)                 | 7 (24 Wo.)        | 24     |
| Vereinigte Staaten (Billboard) | 1 (24 Wo.)        | 24     |
| Vereinigtes Königreich (OCC)   | 2 (33 Wo.)        | 33     |

| ChartsJahrescharts (2024)      | Platzierung |
| ------------------------------ | ----------- |
| Schweiz (IFPI)                 | 67          |
| Vereinigte Staaten (Billboard) | 26          |
| Vereinigtes Königreich (OCC)   | 24          |

### Auszeichnungen für Musikverkäufe
Der Song eröffnete mit 97,5 Millionen Streams und 14.000 verkauften Exemplaren weltweit und übertraf damit den Streaming-Start von Yes, And?, der weltweit 94,4 Millionen Streams verzeichnete. Außerhalb der Vereinigten Staaten erreichte das Lied 65,5 Millionen Streams und 5.000 verkaufte Exemplare. Im Luminate-Musikreport zur Jahresmitte 2024 rangierte We Can’t Be Friends (Wait for Your Love) mit 826 Millionen Streams zwischen dem 1. Januar und dem 1. Juli 2024 auf Platz neun der meistgestreamten „Songs des Jahres“ weltweit, gemessen am Gesamtvolumen der On-Demand-Audio-Streams.
| Land/Region                  | Auszeichnungen für Musikverkäufe (Land/Region, Auszeichnung, Verkäufe) | Verkäufe  |
| ---------------------------- | ---------------------------------------------------------------------- | --------- |
| Australien (ARIA)            | 4× Platin                                                              | 280.000   |
| Belgien (BRMA)               | Platin                                                                 | 40.000    |
| Brasilien (PMB)              | 2× Diamant                                                             | 320.000   |
| Dänemark (IFPI)              | Platin                                                                 | 90.000    |
| Frankreich (SNEP)            | Platin                                                                 | 200.000   |
| Griechenland (IFPI)          | Platin                                                                 | 20.000    |
| Italien (FIMI)               | Gold                                                                   | 50.000    |
| Kanada (MC)                  | 4× Platin                                                              | 320.000   |
| Neuseeland (RMNZ)            | Platin                                                                 | 30.000    |
| Norwegen (IFPI)              | Platin                                                                 | 60.000    |
| Polen (ZPAV)                 | Platin                                                                 | 50.000    |
| Portugal (AFP)               | Platin                                                                 | 10.000    |
| Schweden (IFPI)              | Platin                                                                 | 120.000   |
| Schweiz (IFPI)               | Platin                                                                 | 30.000    |
| Spanien (Promusicae)         | Platin                                                                 | 60.000    |
| Ungarn (MAHASZ)              | Platin                                                                 | 4.000     |
| Vereinigte Staaten (RIAA)    | 2× Platin                                                              | 2.000.000 |
| Vereinigtes Königreich (BPI) | Platin                                                                 | 600.000   |
| Zentralamerika (CFC)         | Platin                                                                 | 70.000    |
| Insgesamt                    | 1× Gold · 24× Platin · 2× Diamant ·                                    | 4.354.000 |

Hauptartikel: Ariana Grande/Auszeichnungen für Musikverkäufe